# Coupe d'Angleterre de football 1969-1970
Navigation
Coupe d'Angleterre 1968-1969 Coupe d'Angleterre 1970-1971
La Coupe d'Angleterre de football 1969-1970 est la 89e édition de la Coupe d'Angleterre de football. 
Chelsea FC remporte sa première Coupe d'Angleterre de football au détriment de Leeds United sur le score de 2-1, au bout d'une finale rejouée dans l'enceinte du stade Old Trafford à Manchester, la première finale au stade Wembley à Londres s'étant soldée par un match nul 2-2.

## Quarts de finale
| #      | Équipe 1            | Résultat | Équipe 2          | Date            |
| ------ | ------------------- | -------- | ----------------- | --------------- |
| 1      | Middlesbrough FC    | 1–1      | Manchester United | 21 février 1970 |
| 2      | Queens Park Rangers | 2–4      | Chelsea FC        | 21 février 1970 |
| 3      | Swindon Town        | 0–2      | Leeds United      | 21 février 1970 |
| 4      | Watford FC          | 1–0      | Liverpool FC      | 21 février 1970 |
| Replay | Manchester United   | 2–1      | Middlesbrough FC  | 25 février 1970 |

## Demi-finales
| 14 mars 1970 | Chelsea FC | 2–0 | Watford FC | White Hart Lane, Londres |
| 15:00        |            |     |            |                          |

| 14 mars 1970 | Manchester United | 0–0 | Leeds United | Hillsborough, Sheffield |
| 15:00        |                   |     |              |                         |

| Match rejoué       | Manchester United | 0–0 | Leeds United | Villa Park, Birmingham |
| 23 mars 1970 19:45 |                   |     |              |                        |

| Deuxième match rejoué | Manchester United | 0–1 | Leeds United | Burnden Park, Bolton |
| 26 mars 1970 19:45    |                   |     |              |                      |

## Finale
| 11 avril 1970 | Chelsea FC | 2 – 2 | Leeds United | Stade de Wembley, Londres |
|               |            |       |              | Spectateurs : 100 000     |
|               | Rapport    |       |              |                           |

| Finale rejouée | Chelsea FC | 2 – 1 | Leeds United | Old Trafford, Manchester |                      |
| 29 avril 1970  |            |       |              | Spectateurs : 62 078     | Spectateurs : 62 078 |
| 29 avril 1970  | Rapport    |       |              | Spectateurs : 62 078     | Spectateurs : 62 078 |

- Chelsea FC remporte sa première Coupe d'Angleterre[1].

En 1970, il est organisé un match pour la troisième place entre les deux demi-finalistes perdants, le match joué un jour avant la finale est remporté par Manchester United sur le score de 2 à 0.